# Graphocephala rufimargo
Graphocephala rufimargo är en insektsart som beskrevs av Walker 1858. Graphocephala rufimargo ingår i släktet Graphocephala och familjen dvärgstritar. Inga underarter finns listade i Catalogue of Life.